# Tipula nimbinervis
Tipula nimbinervis är en tvåvingeart som beskrevs av Alexander 1946. Tipula nimbinervis ingår i släktet Tipula och familjen storharkrankar. Inga underarter finns listade i Catalogue of Life.